# Docophoroides simplex
Docophoroides simplex är en insektsart som först beskrevs av James Waterston 1914.  Docophoroides simplex ingår i släktet Docophoroides och familjen fjäderlöss. Inga underarter finns listade i Catalogue of Life.